# 孟弼
孟弼，山西代州人，明朝政治人物。舉人出身。
永樂六年，戊子科山西鄉試中舉，后任訓導。